# Saksen (provincie)
Saksen was een provincie van Pruisen die bestond van 1815 tot 1944 en in 1945.

## Geschiedenis
In de vrede van Tilsit van 1807 moest Pruisen al zijn gebieden ten westen van de Elbe, waaronder de Brandenburgse regio Altmark, de gebieden die verkregen waren van het Keurvorstendom Mainz en het Hertogdom Mainz,  afstaan. Hierdoor bleven van de latere provincie Saksen slechts de twee districten Jerichow voor Pruisen behouden. Deze districten maakten oorspronkelijk deel uit van het hertogdom Maagdenburg en werden na 1807 vanuit Potsdam bestuurd. De door Pruisen afgestane gebieden gingen deel uitmaken van het koninkrijk Westfalen dat in 1813 ontbonden werd waarna de gebieden aan Pruisen teruggegeven werden. Op het Congres van Wenen van 1815 werd Pruisen hersteld. Het kreeg zijn verloren gebieden terug, inclusief de gebieden die het in 1803 door de Reichsdeputationshauptschluss had verworven. Het koninkrijk Saksen moest boeten voor zijn trouw aan Napoleon: het verloor vrijwel de helft van zijn gebied aan Pruisen. Het Pruisische bestuur vormde drie regeringen in de nieuwe gebieden, die weinig samenhang bezaten:
- de regering in Thüringen te Erfurt
- de regering in Nedersaksen te Maagdenburg (niet te verwarren met het huidige Nedersaksen!)
- de regering in het hertogdom Saksen te Merseburg.

Maagdenburg werd de hoofdstad van de nieuwe provincie, maar de provinciale staten kwamen bijeen in Merseburg. Ook in Naumburg zetelden provinciale diensten en de universiteit bleef in Halle.
| naam                                            | opmerking                                 |
| ----------------------------------------------- | ----------------------------------------- |
| Altmark                                         | deel van markgraafschap Brandenburg       |
| hertogdom Maagdenburg                           | 1680 aan Pruisen                          |
| vorstendom Halberstadt                          | 1648 aan Pruisen                          |
| graafschap Wernigerode                          | bezit van Stolberg, 1449/1714 aan Pruisen |
| graafschap Stolberg                             | 1738 aan Saksen                           |
| graafschap Hohnstein                            | 1648 aan Pruisen en Hannover              |
| graafschap Mansfeld                             | 1680, 1780 aan Pruisen                    |
| rijksheerlijkheid Schauen                       | 1815 aan Pruisen                          |
| Eichsfeld                                       | Keurmainz, 1803 aan Pruisen               |
| Erfurt                                          | Keurmainz, 1803 aan Pruisen               |
| rijksstad Nordhausen                            | 1803 aan Pruisen                          |
| rijksstad Mühlhausen                            | 1803 aan Pruisen                          |
| abdij van Quedlinburg                           | 1803 aan Pruisen                          |
| graafschap Barby                                | Saksen, 1815 aan Pruisen                  |
| Thüringer Kreis                                 | Saksen, 1815 aan Pruisen                  |
| Kurkreis                                        | Saksen, 1815 aan Pruisen                  |
| vorstendom Querfurt                             | Saksen, 1815 aan Pruisen                  |
| deel van Leipziger Kreis                        | Saksen, 1815 aan Pruisen                  |
| deel van Meißnischer Kreis                      | Saksen, 1815 aan Pruisen                  |
| prinsbisdom Naumburg                            | Saksen, 1815 aan Pruisen                  |
| prinsbisdom Merseburg                           | Saksen, 1815 aan Pruisen                  |
| deel van vorstelijk graafschap Henneberg (Suhl) | Saksen, 1815 aan Pruisen                  |

De provincie werd min of meer in twee stukken verdeeld door het Hertogdom Anhalt en had meerdere exclaves.
Saksen was de rijkste provincie van Pruisen en vooral van belang vanwege de landbouw en later de chemische industrie.
De provincie werd in 1932 uitgebreid met de gebieden rond Ilfeld en Elbingerode die tot Hannover hadden behoord. In 1944 werd Saksen verdeeld in de provincies Maagdenburg en Halle-Merseburg, terwijl het Regierungsbezirk Erfurt onder gezag van de Rijksstadhouder in Thüringen werd gesteld.
Op 9 juli 1945 werden de Regierungsbezirken Maagdenburg en Merseburg en het land Anhalt door het Sovjet-bestuur samengevoegd. Het provinciale bestuur begon 23 juli 1945 in de provincie Saksen-Anhalt. Op 21 juli 1947 werd de provincie Saksen-Anhalt verheven tot Land Saksen-Anhalt. Reeds op 1 april 1945 was de Thüringse enclave Allstedt weer herenigd met de provincie Saksen. Op 1 februari 1946 werden de delen van het land Brunswijk, die binnen de Sovjet-zone vielen verbonden met Saksen-Anhalt: het oostelijk deel van het district Blankenburg in de Harz en de exclave Calvörde. Het Regierungsbezirk Erfurt bleef deel uitmaken van Thüringen. Op 25 juli 1952 werd het land Saksen-Anhalt opgeheven.

## Bestuurlijke indeling

### Regierungsbezirk Maagdenburg
Stadsdistricten (Stadtkreise)
1. Aschersleben (1901-1950)
2. Burg (1924-1950)
3. Halberstadt (1817-1825 en 1891-1950)
4. Maagdenburg
5. Quedlinburg (1911-1950)
6. Stendal (1909-1950)

Districten (Landkreise)
1. Calbe
2. Gardelegen
3. Haldensleben
4. Jerichow I
5. Jerichow II
6. Oschersleben
7. Osterburg
8. Quedlinburg
9. Salzwedel
10. Stendal
11. Wanzleben
12. Wernigerode
13. Wolmirstedt

### Regierungsbezirk Merseburg
Stadsdistricten (Stadtkreise)
1. Eisleben (1908-1950)
2. Halle a. d. Saale
3. Merseburg (1921-1950)
4. Naumburg a. d. Saale (1914-1950)
5. Weißenfels (1899-1950)
6. Wittenberg (Lutherstadt)
7. Zeitz (1901-1950)

Districten (Landkreise)
1. Bitterfeld
2. Delitzsch
3. Eckartsberga
4. Liebenwerda
5. Mansfelder Gebirgskreis
6. Mansfelder Seekreis
7. Merseburg
8. Querfurt
9. Saalkreis
10. Sangerhausen
11. Schweinitz
12. Torgau
13. Weißenfels
14. Wittenberg
15. Zeitz

### Regierungsbezirk Erfurt
Stadsdistricten (Stadtkreise)
1. Erfurt (1816-1818 en 1872-heden)
2. Mühlhausen (1892-1950)
3. Nordhausen (1882-1950)

Districten (Landkreise)
1. Hohenstein
2. Heiligenstadt
3. Langensalza
4. Mühlhausen
5. Schleusingen
6. Weißensee
7. Worbis
8. Ziegenrück

## Eerste presidenten (Oberpräsidenten)
- 1816-1821: Friedrich Wilhelm August Werner von Bülow
- 1821-1825: Friedrich Christian Adolf von Motz
- 1825-1837: Wilhelm Anton von Klewitz
- 1838-1840: Anton zu Stolberg-Wernigerode
- 1840-1844: Eduard Heinrich von Flottwell
- 1844-1845: Wilhelm Felix Heinrich Magnus von Wedell
- 1845-1850: Gustav von Bonin
- 1850-1872: Hartmann Erasmus von Witzleben
- 1873-1881: Erasmus Robert von Patow
- 1881-1890: Arthur Paul Ferdinand von Wolff
- 1890-1897: Albert Reinhold von Pommer-Esche
- 1898-1906: Karl Heinrich von Bötticher
- 1906-1908: Kurt von Wilmowski
- 1908-1917: Eduard Wilhelm Hegel
- 1917-1919: Rudolf von der Schulenburg
- 1920-1927: Otto Hörsing
- 1927-1930: Heinrich Waentig
- 1930-1932: Carl Falck
- 1933: Kurt Melcher
- 1933-1934: Friedrich Carl Ludwig von Velsen
- 1934-1944: Kurt Albert Paul von Ulrich

1815:
Brandenburg · Groothertogdom Beneden-Rijn · Gulik-Kleef-Berg · Oost-Pruisen · Pommeren · Posen · Saksen · Silezië · Westfalen · West-Pruisen · 1822: Rijnprovincie · 1829: Pruisen · 1850: Hohenzollernsche Lande · 1867: Hannover · Hessen-Nassau · Sleeswijk-Holstein · 1878: Oost-Pruisen · West-Pruisen · 1919: Neder-Silezië · Opper-Silezië · 1920: Berlijn · 1922: Grensmark Posen-West-Pruisen · 1944: Halle-Merseburg · Keur-Hessen · Maagdenburg · Nassau · 1945: Saksen-Anhalt